# Конституционный референдум в Иране (декабрь 1979)
Конституционный референдум 1979 года в Иране состоялся 2 и 3 декабря 1979 года. В бюллетень для голосования был внесён один вопрос — поддерживаете ли Вы новую Исламскую конституцию? Явка составила 71,6%, из числа принявших участие в голосовании 99,5% высказались «за».

Референдум был проведён Советом Исламской революции, так как временное правительство ушло в отставку в качестве протеста против захвата заложников в посольстве США в стране.
Большое количество светских националистов призывали к бойкоту. Явка среди суннитских меньшинств в Курдистане была очень невелика, и по сравнению с январским референдумом одной из самых низких. Несмотря на итоги, историк Эрванд Абрамян считает, что против новой конституции выступало 17% населения страны. Свои голоса «за» новую конституцию предлагала отдать Исламская Республиканская партия.

## Новая конституция
Предложенная конституция сделала Иран «Исламской Республикой», ввела прямые выборы президента и создала однопалатный парламент.

В новую конституцию вошли две новых главы: внешняя политика и средства массовой информации. Большинство статей и глав были частично изменены, но некоторые были позаимствованы со старой версии, такие как: равенство перед законом; гарантии безопасности жизни, имущества, чести и места жительства; права на свободу убеждений и выбора профессии; права на надлежащее судебное разбирательство и на неприкосновенность частной жизни.

## Позиция партий по вопросу референдума
| Позиция                          | Организации                                         | Источник |
| -------------------------------- | --------------------------------------------------- | -------- |
| За                               |                                                     |          |
| Исламская республиканская партия | [ 5 ]                                               |          |
| Освободительное движение Ирана   | [ 8 ]                                               |          |
| Народная партия Ирана            | [ 9 ]                                               |          |
| Против                           | Национальный фронт Ирана                            | [ 10 ]   |
| Против                           | Национально-демократический фронт                   |          |
| Против                           | Партия Мусульманской Народной Республики            | [ 11 ]   |
| Против                           | Организация моджахедов иранского народа             | [ 5 ]    |
| Против                           | Организация фидаинов иранского народа (большинство) | [ 5 ]    |
| Против                           | Организация фидаинов иранского народа (меньшинство) | [ 5 ]    |
| Против                           | Организация партизан-фидаинов иранского народа      | [ 5 ]    |
| Против                           | Демократическая партия Иранского Курдистана         | [ 12 ]   |
| Против                           | Комала                                              | [ 12 ]   |

## Итоги
| Да или нет               | Голосов       | Процент       |
| ------------------------ | ------------- | ------------- |
| Да                       | 15 680 218    | 99,50 %       |
| Нет                      | 78 516        | 0,50 %        |
| Действительных голосов   | 15 758 845    | 100 %         |
| Недействительных голосов | 111           | 0 %           |
| Всего голосов            | 15 758 956    | 100,00 %      |
| Явка                     | ~22 000 000 % | ~22 000 000 % |